# مهوید
مهوید، روستایی است در دهستان باغستان از توابع بخش اسلامیه شهرستان فردوس.
این روستا، بر اساس سرشماری سال ۱۳۹۵، ۱۹۸ نفر جمعیت داشته که نسبت به سرشماری ۱۰ سال قبل (۲۸۹ نفر در سال ۱۳۸۵)، سالانه حدود ۳٫۷ درصد کاهش داشته‌است و سوء مدیریت در چند سال اخیر مهمترین دلیل کاهش جمعیت و همینطور عقب ماندن از سایر روستا های فردوس است.
آرامگاه امامزاده سلطان احمد در این روستا قرار دارد که بنای آن مربوط به دوره صفوی است.
همچنین مسجد مهوید، از آثار تاریخی این روستاست که در تاریخ ۱۳۸۶/۰۳/۰۳ با شمارهٔ ثبت ۱۹۱۰۳ به‌عنوان یکی از آثار ملی ایران به ثبت رسیده‌است.

## موقعیت
مهوید در فاصله ۲۵ کیلومتری شمال شرقی شهر فردوس قرار دارد و مردمش به گویش تونی صحبت می‌کنند.

## آثار تاریخی
- مسجد مهوید
- آرامگاه امامزاده سلطان احمد مهوید

### جاذبه‌های گردشگری
- سد مهوید: سد مهوید، سدی است بتونی است که در دهه ۶۰ برای جلوگیری از سیلاب رودخانه‌های فصلی ساخته شده‌است.[۵]